# Solanum semiarmatum
Solanum semiarmatum är en potatisväxtart som beskrevs av Ferdinand von Mueller. Solanum semiarmatum ingår i släktet skattor som ingår i familjen potatisväxter. Inga underarter finns listade i Catalogue of Life.